# TZB modelář
Graphisoft TZB Modelář neboli Graphisoft MEP Modeler je softwarový výrobek vyvíjený společností Graphisoft. Je rozšířením programu ArchiCAD, projekčního a návrhového softwaru pro architekty a projektanty. TZB Modelář, jak už název napovídá, slouží k vytváření, úpravě nebo importu 3D zdravotechnických rozvodů a konstrukcí (vzduchotechnika, rozvod vod a odpadů, elektro instalace). Umožňuje koordinovat jednotlivé profese v rámci jedné virtuální budovy, vzhledem k tomu, že všechny pracují na jednom modelu. TZB modelář je ovládán prostřednictvím uživatelského rozhraní obdobného ArchiCADu.

## Základní funkce
- výkonné nástroje pro modelování a úpravu TZB objektů a sítí a rozvodů přímo v prostředí ArchiCADu
- výkonné funkce pro rozvody a automatické řešení vazeb jak ve 3D tak i ve 2D výkresech
- bohatá knihovna parametrických objektů, které lze uživatelsky upravovat
- „průvodce“ pro automatizované vytváření vlastních parametrických objektů
- detektor kolizí pro koordinaci TZB se stavební a statickou částí projektu
- import 3D modelů z AutoCAD MEP 2008/2009

## Způsoby použití
- BIM pracovní postup – TZB specialista poskytne 3D model své profese. Architekt je tento model schopen naimportovat do svého archicadovského modelu (vesměs prostřednictvím datového formátu IFC). TZB modelář navíc nabízí další funkce při načítání modelu z profesní aplikace Autodesku AutoCAD® MEP 2008/09
- 2D pracovní postup – vychází ze 2D výkresů specialistů. Díky speciálním funkcím mohou architekti a stavební projektanti ve svém archicadovském prostředí automaticky a poloautomaticky vytvořit ze 2D výkresů 3D model TZB konstrukcí pro koordinaci.

Systémové požadavky:
Graphisoft TZB modelář vyžaduje ArchiCAD 12 (a vyšší) s vyšším „build number“ než 2321.